# Zlatno (Poltár)
Zlatno ist eine Gemeinde in der südlichen Mittelslowakei der Slowakei mit 439 Einwohnern (Stand 31. Dezember 2024) und gehört zum Okres Poltár, einem Kreis des Banskobystrický kraj.

## Geographie
Die Gemeinde befindet sich im Westteil des Slowakischen Erzgebirges im Tal des Baches Poltarica. Das Ortszentrum liegt auf einer Höhe von 389 m n.m. und ist zehn Kilometer von Poltár sowie 28 Kilometer von Lučenec entfernt.
Durch das sehr kleine, nur 35,8 ha umfassende Gemeindegebiet hat Zlatno eine überdurchschnittlich hohe Bevölkerungsdichte von etwa 1300 Einwohnern je km².
Die einzige Nachbargemeinde ist České Brezovo, die die Gemeinde von allen Seiten umschließt; somit ist Zlatno eine Enklave im Gemeindegebiet von České Brezovo.

## Geschichte
Zur selbständigen Gemeinde wurde Zlatno erst am 1. Mai 1998 durch Ausgliederung aus der Gemeinde České Brezovo.
Die ursprünglich von Holzfällern bewohnte Siedlung verwandelte sich im 19. Jahrhundert zum Standort von Glasherstellung, deren Geschichte im Ort im Jahr 1833 begann. 1836 erbaute Johann Georg Zahn eine Glasfabrik, die eine ältere Glashütte im nahen Vlkov ersetzte, deren Lage angesichts der Rohstofflieferung immer ungünstiger wurde. Die neue Glasfabrik spezialisierte sich auf Tafelglas, Verpackungs- und Gebrauchsglas, Fläschchen, Zylinder für Petroleumlampen und ähnlich. Der 1848 aus Polen eingewanderte Chemiker Leo Pantocsek leistete einen großen Beitrag zu der Modernisierung der Glasfabrik, unter anderem begann man 1856, künstliche Irisbeläge aus Wismutoxid in der Produktion zu verwenden. Auch deshalb waren Produkte der Glasfabrik auf den Weltausstellungen von Wien 1873 und Paris 1889 (Goldmedaille) erfolgreich und wurden nach Großbritannien und in die Vereinigten Staaten exportiert. Als J. G. Zahn die Fabrik im Jahr 1880 verkaufte, arbeiteten dort etwa 80 Angestellte.
Zur weiteren Entwicklung half der Bau der Bahnstrecke Lučenec–Utekáč, die Zlatno im Jahr 1908 erreichte und Lieferung von hochwertigen Rohstoffen ermöglichte. Während des Ersten Weltkriegs wurde der Betrieb nicht eingestellt, sondern nur teilweise eingeschränkt; dies änderte sich jedoch nach der Auflösung von Österreich-Ungarn und Angliederung der Slowakei in die neu entstandene Tschechoslowakei. Wegen hoher Verschuldung und Mangel an Bestellungen war der Betrieb zwischen 1932 und 1936 sowie noch einmal zwischen 1938 und 1940 unterbrochen. Kurz nach dem erneuten Betriebsbeginn hatte die Glasfabrik 230 Angestellte. Weitere Modernisierungen wurde Ende 1950er Jahren sowie 1975 in Angriff genommen.
Nach dem Samtenen Revolution verschlechterte sich erneut die wirtschaftliche Lage der Glasfabrik und nach einem langen Untergang musste der Betrieb im August 2003 eingestellt werden. Seither ist es nicht mehr zu einem Wiederanfang gekommen. An die Glasherstellung erinnert das Wappen, das auf rotem Feld einen von einer Hand gefassten Glasbecher mit einer Sonne darüber (symbolisiert den Namen der Gemeinde, da das slowakische Wort zlato bedeutet auf Deutsch Gold) zeigt.

## Bevölkerung
| Jahr                | 1994 | 2004 | 2014    | 2024    |
| ------------------- | ---- | ---- | ------- | ------- |
| Anzahl der Personen | 0    | 514  | 472     | 439     |
| Unterschied         |      | –    | −8,17 % | −6,99 % |

| Jahr                | 2023 | 2024    |
| ------------------- | ---- | ------- |
| Anzahl der Personen | 447  | 439     |
| Unterschied         |      | −1,78 % |

Nach der Volkszählung 2011 wohnten in Zlatno 490 Einwohner, davon 436 Slowaken, drei Magyaren, zwei Ukrainer und jeweils ein Roma und Tscheche; zwei Einwohner gehörten einer anderen Ethnie an. 45 Einwohner machten diesbezüglich keine Angabe. 248 Einwohner bekannten sich zur römisch-katholischen Kirche, 25 Einwohner zur evangelischen Kirche A. B., sieben Einwohner zur evangelisch-methodistischen Kirche, fünf Einwohner zur orthodoxen Kirche, vier Einwohner zu den Zeugen Jehovas und ein Einwohner zur tschechoslowakisch-hussitischen Kirche. 146 Einwohner waren konfessionslos und bei 54 Einwohnern wurde die Konfession nicht ermittelt.

## Bauwerke
- Landschloss im klassizistischen Stil aus dem Jahr 1837
- Gebäude der Glasfabrik aus dem Jahr 1836